# Слап-об-Ідрійці
Слап-об-Ідрійці (словен. Slap ob Idrijci) — поселення в общині Толмин, Регіон Горишка, Словенія. Висота над рівнем моря: 180 м. Розміщене на правому березі річки Ідрійца.